# Polyommatus amor
Polyommatus amor är en fjärilsart som beskrevs av Otto Staudinger 1886. Polyommatus amor ingår i släktet Polyommatus och familjen juvelvingar. Inga underarter finns listade i Catalogue of Life.